# 松濤園國際少年團夏令營

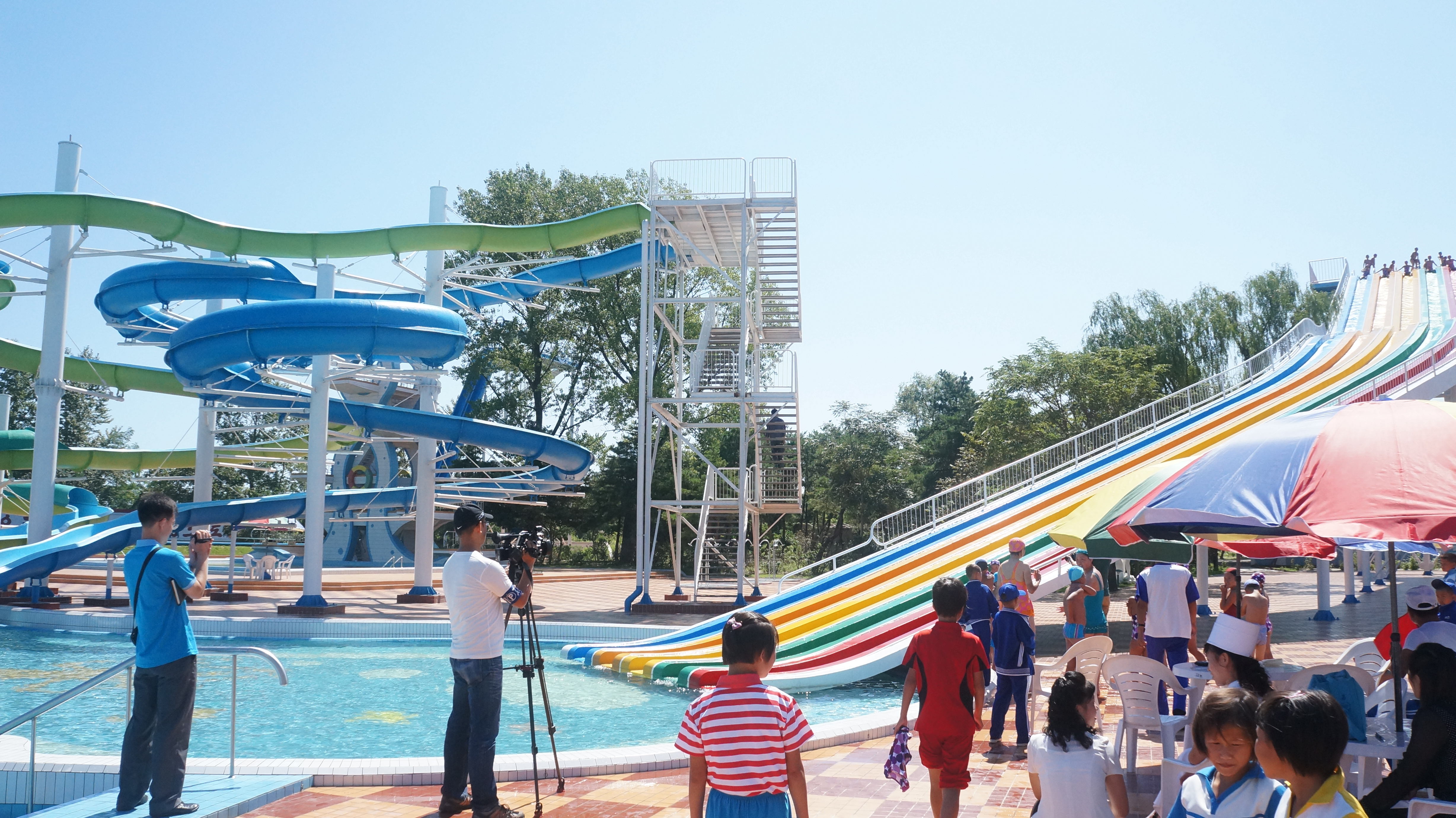
2014年8月的夏令營

松濤園國際少年團夏令營（朝鮮語：송도원 국제소년단 야영소）是朝鮮民主主義人民共和國的一個國際學生夏令營項目，活動地點位於江原道的海濱度假勝地松濤園。夏令營活動始創於1960年代，迄2013年已經舉辦了28屆。
松濤園夏令營的項目有水上運動、露營、節目匯演，以及各具特色的“民族日”等。它曾作為共產主義國家間文化交流的中心而著稱，如今因參與者減少而顯冷清。

## 外部連結
- 英國廣播公司：朝鮮的國際學生夏令營
- 勞動新聞：朝鲜第２８届松涛园国际少年团夏令营开营 （页面存档备份，存于）
- 我的國家：金正恩视察松涛园国际少年团夏令营 （页面存档备份，存于）